# فوزی البرازی
فوزی البرازی (عربی: فوزي البرازي؛ زادهٔ ۲۲ مهٔ ۱۹۷۷) بازیکن فوتبال اهل مراکش بود.
از باشگاه‌هایی که در آن بازی کرده‌است می‌توان به باشگاه فوتبال الوداد کازابلانکا، باشگاه فوتبال توئنته، باشگاه فوتبال ارتش سلطنتی مراکش، باشگاه فوتبال سروت ۱۸۹۰، و باشگاه فوتبال الفتح اشاره کرد.
وی همچنین در تیم ملی فوتبال مراکش بازی کرده‌است.